# Nova Esperança do Piriá
Nova Esperança do Piriá este un oraș în Pará (PA), Brazilia.
1. ↑   https://cidades.ibge.gov.br/xtras/perfil.php?codmun=1504950 Lipsește sau este vid: |title= (ajutor)